# Площа короля Томислава (Ливно)
Площа короля Томислава (босн. Trg kralja Tomislava) — центральна площа міста Ливно, яку увінчує обеліск на честь тисячоліття Королівства Хорватії та короля Томислава.

## Історія

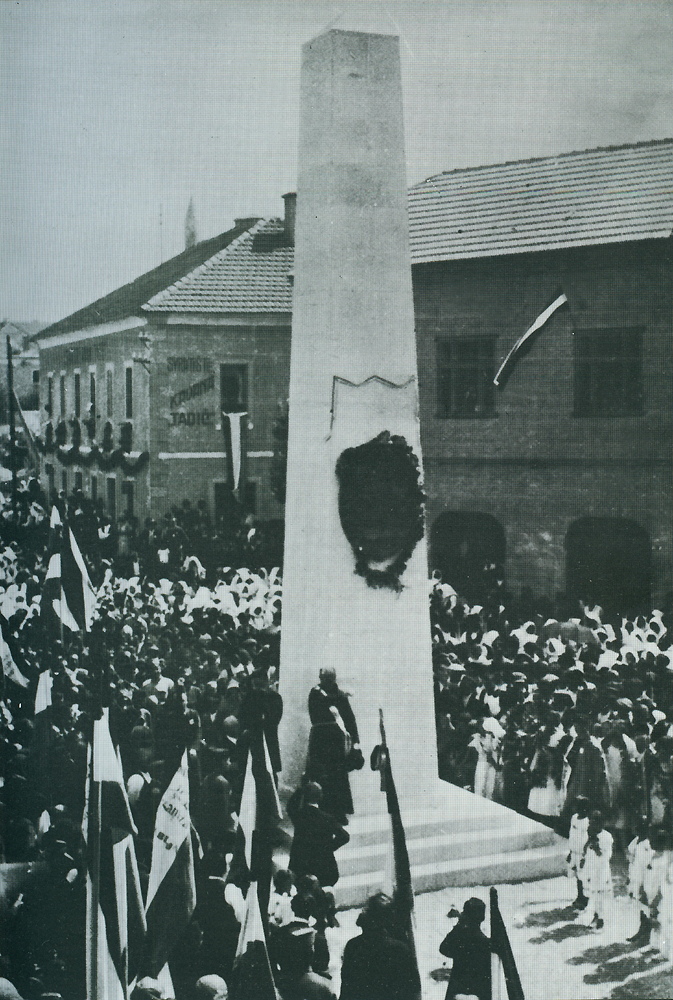
Церемонія відкриття пам'ятника 5 вересня 1926 р.

Сучасних обрисів площа почала набувати в ХІХ ст. За часів османського правління на території майдану, серед іншого, були будинки та крамниці місцевого купця Якова Язво та його синів. Після приходу австро-угорської влади місце перетину вулиць Сплітської (з боку заходу) та Травницької (від сходу) назвали «Стоян-Плац» на честь офіцера австрійської армії Франца Стояна, який воював у битвах навколо Ливна під час австро-угорського завоювання Боснії та Герцеговини 1878 р. У добу Королівства сербів, хорватів і словенців майдан було перейменовано на Площу Зринського (Trg Zrinskog), а вулиці Травницька і Сплітська змінили назви на вулицю Зринського і вулицю короля Петра відповідно.
Обеліск як пам'ятник тисячолітній річниці Королівства Хорватії та королю Томиславу встановлено 1926 року у північній частині площі. Обеліск прикрашає рельєфне зображення короля Томислава та напис старохорватською мовою: U spomen hiljadugodišnjice prvog hrvatskog kralja Tomislava (925—1925) podigoše Hrvati sela i grada Livna. (На згадку про тисячоліття першого хорватського короля Томислава (925—1925 рр.) звели хорвати сіл і міста Ливно). Після спорудження цього пам'ятника площу було перейменовано на Площу короля Томислава.